# Heineken Trophy 2001
Die Heineken Trophy 2001 waren ein Tennisturnier der WTA Tour 2001 für Damen und ein Tennisturnier der ATP Tour 2001 für Herren in Rosmalen in der Gemeinde ’s-Hertogenbosch und fanden zeitgleich vom 18. bis 24. Juni 2001 statt.

## Herrenturnier
→ Hauptartikel: Heineken Trophy 2001/Herren
→ Qualifikation: Heineken Trophy 2001/Herren/Qualifikation

## Damenturnier
→ Hauptartikel: Heineken Trophy 2001/Damen
→ Qualifikation: Heineken Trophy 2001/Damen/Qualifikation